# قسم سنغ بست الريفي (مقاطعة تشادغان)
قسم سنغ بست الريفي (بالفارسية: دهستان سنگ بست) هي منطقة ريفية تقع في قسم في إيران. يقدر عدد سكانها بـ 6,612 نسمة .